# Luuth
Luuth wird von den Nuer im Südsudan und im äußersten Westen Äthiopiens gespielt. Diese Mancala-Variante ist eine Freizeitbeschäftigung von Männern jeden Alters. Ihre ungewöhnlichen Züge erinnern an das Damespiel.
Luuth wurde erstmals 1972 von dem britischen Äthiopisten Richard Pankhurst beschrieben (als Game 100), der es von dem Studenten James Tut in Addis Abeba lernte.

## Spielregeln
Das Spielbrett besteht aus zwei mal sieben Spielmulden, die wang (dt.: Augen) genannt werden. Am Anfang liegen vier Samen in jeder Mulde. Jedem Spieler gehört eine Muldenreihe.
| 4 | 4 | 4 | 4 | 4 | 4 | 4 |
| 4 | 4 | 4 | 4 | 4 | 4 | 4 |

| Startstellung |

Der erste Spieler beginnt die Partie, indem er den Inhalt einer beliebigen Mulde seiner Reihe in die Hand nimmt. Wenn er den Inhalt der mittleren Mulde nahm, legt er ihn dann in eine andere eigene oder gegnerische Mulde. Falls er den Inhalt einer anderen Mulde nahm, legt er ihn in eine andere Mulde, außer in die direkt gegenüberliegende.
Danach spielen die Spieler abwechselnd, indem sie den Inhalt einer ihrer Mulden in Vierergruppen im oder gegen den Uhrzeigersinn auf die folgenden Mulden verteilen.
Enthielt die Mulde nur eine Vierergruppe, darf sie nur in die angrenzende Mulde der eigenen Brettseite gespielt werden.
Enthielt die Mulde mehrere Vierergruppen, darf sie auf beide Brettseiten verteilt werden.
Wenn die letzte Gruppe in eine leere eigene Mulde fällt, schlägt der Spieler den Inhalt der gegenüberliegenden, gegnerischen Mulde, sofern diese gefüllt ist. Die geschlagenen Samen werden vom Brett entfernt. Nach dem Schlagen darf der Spieler einen weiteren Zug machen.
Die Partie endet, wenn ein Spieler nicht mehr ziehen kann.
Der Spieler, der die meisten Samen gefangen hat, gewinnt das Spiel. Die Samen, die am Ende der Partie noch auf dem Brett liegen, werden nicht gezählt.